# 라디그섬

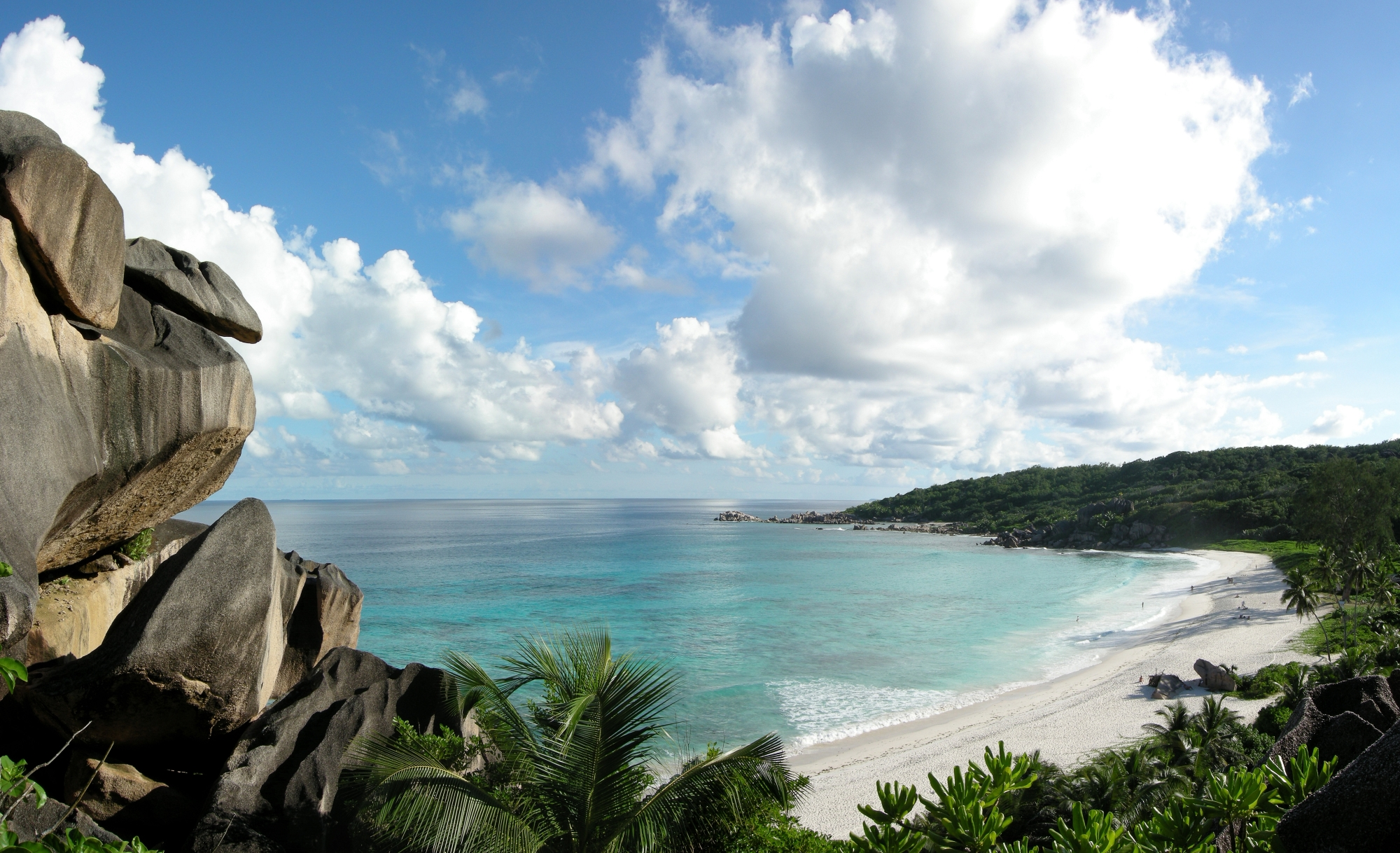
라디그섬의 그랑당스 해변

라디그섬(La Digue)은 세이셸의 섬으로 면적은 10km2, 인구는 2,000명이다. 프라슬랭섬 동쪽에 위치하며 주민의 대부분은 라파스(La Passe) 마을과 라레위니옹(La Réunion) 마을에 거주한다.
섬의 이름은 1768년 프랑스의 탐험가 마르크조제프 마리옹 뒤 프레네(Marc-Joseph Marion du Fresne)의 함대에 속해 있던 선박이 세이셸에 기항하면서 유래된 이름이다.
섬의 주요 산업은 관광업이다. 코프라와 바닐라 재배는 일찍부터 섬 경제의 핵심으로 여겨졌다. 섬 중앙부에는 높이가 300m에 달하는 산이 솟아 있으며 긴꼬리딱새 등 희귀 동물이 서식한다.
또한 KBS 1TV의 《걸어서 세계속으로》에서도 이 섬을 소개한 바 있다.